# Brioude
Brioude (okcitánsky (auvergnat): Briude [ˈbriwdə/ˈbrijde]) je malé město ve Francii, leží v regionu Auvergne-Rhône-Alpes, départementu Haute-Loire na řece Allier, levém přítoku Loiry. Má 6 820 obyvatel (rok 1999).

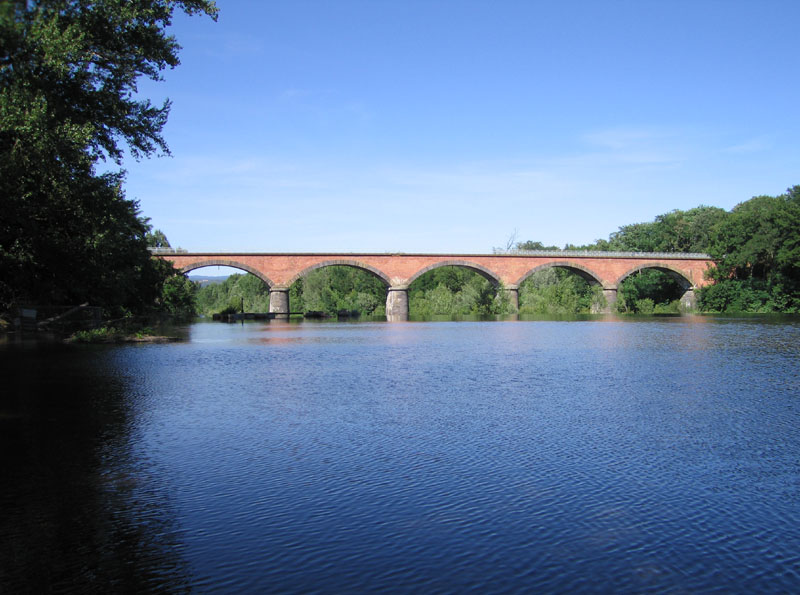
Most přes řeku Allier.

Nejzajímavější pamětihodností ve městě je románská bazilika svatého Juliána, vybudovaná v 11.–14. století a známá svými barevnými freskami a geometrickými ornamenty (růžice, lilie aj.). V Brioude je kromě toho možné navštívit také dům krajek či muzeum lososů, kteří se nedaleko na horním toku Alliery vytírají.
V blízkosti města se pak mj. nachází hrad Lamothe či historická vesnice Lavaudieu s benediktinským klášterem. Okolí města skýtá široké možnosti sportovního vyžití.

## Ekonomika
Dominuje zemědělství (obzvláště pěstování obilných plodin a chov skotu), dále se v Brioude nachází průmysl potravinářský, strojírenský, dřevozpracující a stavební; z terciéru je nejvýznamnější cestovní ruch (především rybaření a horská turistika).

## Vývoj počtu obyvatel
Počet obyvatel

## Partnerská města
- Cardigan, Wales, Spojené království
- Laufen, Německo
- Moreira da Maia, Portugalsko
- Suzzara a Gonzaga, Itálie